# Dalechampia perrieri
Dalechampia perrieri är en törelväxtart som beskrevs av Denis. Dalechampia perrieri ingår i släktet Dalechampia och familjen törelväxter.
Artens utbredningsområde är Madagaskar. Inga underarter finns listade i Catalogue of Life.